# ستيف يونغ (لاعب كرة قدم أمريكية)
ستيف يونغ (بالإنجليزية: Steve Young)‏ هو لاعب كرة قدم أمريكية أمريكي، ولد في 18 يوليو 1953 في سبوكين في الولايات المتحدة.

## وصلات خارجية
- ستيف يونغ على موقع مرجع كرة القدم المحترفة.كوم (الإنجليزية)